# Tancarville
Tancarville település Franciaországban, Seine-Maritime megyében. Lakosainak száma 1226 fő (2022. január 1.). Tancarville Marais-Vernier, Quillebeuf-sur-Seine, La Cerlangue, Saint-Jean-de-Folleville és Saint-Nicolas-de-la-Taille községekkel határos.

## Népesség
A település népessége az elmúlt években az alábbi módon változott:
| Lakosok száma | 1346 | 1303 | 1313 | 1284 | 1267 | 1250 | 1233 | 1218 | 1226 |
|               | 2013 | 2015 | 2016 | 2017 | 2018 | 2019 | 2020 | 2021 | 2022 |